# 塞克勒特里 (馬里蘭州)
塞克勒特里（英語：Secretary）是一個位於美國馬里蘭州多徹斯特縣的市鎮。

## 人口
根據2020年美國人口普查的數據，塞克勒特里的面積為0.75平方千米，當中陸地面積為0.75平方千米，而水域面積為0.00平方千米。當地共有人口472人，而人口密度為每平方千米629人。